# Burns Lake
Burns Lake es un pueblo canadiense situado en la provincia de Columbia Británica.

## Superficie
Burns Lake tiene una superficie de 6,54 km².

## Demografía
En 2021, tenía 1659 habitantes, una densidad poblacional de 253,7 hab./km², y 765 viviendas.